# Титанова промисловість Сполучених Штатів Америки
Титанова промисловість США — підгалузь металургії з видобутку та вилучення титану з руд і розсипів на території Сполучених Штатів Америки.

## Поклади титанових руд
США мають значні запаси титанових руд, укладених в родовищах ільменіту; крім того, запаси підраховані в родовищах рутилу. Всі запаси рутилу і 60 % запасів ільменіту — розсипи, представлені древніми і сучасними прибережно-морськими і річковими відкладами (штати Флорида, Нью-Джерсі, Теннессі, Джорджія, Південна та Північна Кароліна і інш). Найбільше родовище — Трейл-Рідж в шт. Нью-Джерсі із запасами понад 300 млн т ільменітового піску, що містить бл. 2,0-2,5 % TiO2; інші розсипи дрібніші (Лейкхерст, Грін-Ков-Спрінгс, Хайленд і інш.). Середній вміст TiO2 в рутилових розсипах 0,5-3,0 %, в ільменітових 1,0-5,0 %. Корінні родовища титану представлені ільменіт-магнетитовими рудами в масивах ультраосновних-основних порід. Велике родовище цього типу, пов'язане з габро-анортозитовим масивом Тегавус в штаті Нью-Йорк (29 млн т TiO2 при вмісті в руді 18-20 %). Інші запаси представлені біднішими (до 14 % TiO2) ільменіт-магнетитовими рудами в штатах Аляска, Вайомінг, Нью-Йорк і інш.

## Видобуток і переробка титановних руд
За видобутком титанової сировини США займають провідне місце серед промислово розвинених країн світу, поступаючись лише Австралії і Норвегії. Ільменіт добувають в штатах Нью-Йорк, Флорида, Джорджія, Теннессі, Нью-Джерсі, а рутил — у Флориді, Джорджії і Теннессі. Для видобутку титанової сировини в піщаних кар'єрах використовуються землесосні драги. Збагачення — гравітаційним способом.